# Mīrzā Golband
Mīrzā Golband (persiska: میرزا گلبند) är en ort i Iran.   Den ligger i provinsen Gilan, i den nordvästra delen av landet, 210 km nordväst om huvudstaden Teheran. Mīrzā Golband ligger 100 meter över havet och antalet invånare är 405.
Terrängen runt Mīrzā Golband är kuperad åt sydost, men åt nordväst är den platt. Runt Mīrzā Golband är det ganska tätbefolkat, med 111 invånare per kvadratkilometer. Närmaste större samhälle är Sangar, 15,0 km norr om Mīrzā Golband. I omgivningarna runt Mīrzā Golband växer i huvudsak blandskog.